# ゲオルギオス・パパニコロウ

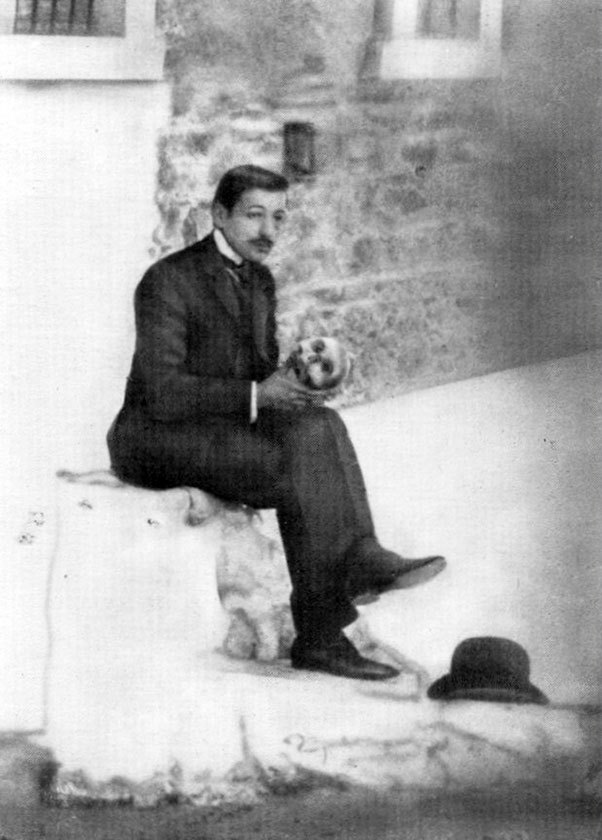
ゲオルギオス・パパニコラウ

ゲオルギオス・ニコラオス・パパニコラウ（Georgios Nikolaos Papanikolaou, 1883年5月13日- 1962年2月19日）は、ギリシャの医師。癌研究における細胞診のパイオニアである。主にアメリカ合衆国で活動し、アメリカ国籍も取得したため、英語風にジョージ・ニコラス・パパニコロー（George Nicholas Papanicolaou）とも表記する。

## 経歴
ギリシャ王国のエヴィア島キミ出身。アテネ大学卒業後、ドイツに留学しイェーナ大学、フライブルク大学を経てミュンヘン大学で博士号取得。1913年にアメリカに渡り、コーネル大学ウェイルメディカルカレッジ（医科専門大学院）の解剖学教室に勤務した。
1928年、膣垢検査によって子宮頸癌の診断が可能であることを示したが、1943年に医学書『Diagnosis of Uterine Cancer by the Vaginal Smear』が出版されるまで（パパニコラウ本人による。婦人科医ハーバート・トラウトとの共著）、一般には殆ど知られなかった。この検査方法はパップテスト（Papanikolaou test）と呼ばれ、現在も子宮癌の診断に用いられている。また、この時に開発された染色方法をパパニコラウ染色といい、その後の病理診断技術の発展に大きく貢献した。
1961年、マイアミ大学にパパニコラウ癌研究所（Papanicolaou Cancer Research Institute）が設立されることになったが、完成前の1962年に亡くなった。
パパニコラウの功績を称え、肖像画がギリシャの10,000ドラクマ紙幣（1995-2001）に描かれていた。

## 受賞歴
- 1950年 アルバート・ラスカー臨床医学研究賞[2]
- 1956年 パサノ賞